# Bacchisa
Bacchisa är ett släkte av skalbaggar. Bacchisa ingår i familjen långhorningar.

## Dottertaxa tillBacchisa, i alfabetisk ordning[1]
- Bacchisa albicornis
- Bacchisa andamanensis
- Bacchisa annulicornis
- Bacchisa argenteifrons
- Bacchisa assamensis
- Bacchisa atricornis
- Bacchisa atritarsis
- Bacchisa atrocoerulea
- Bacchisa aulica
- Bacchisa aureosetosa
- Bacchisa basalis
- Bacchisa bicolor
- Bacchisa bicoloripennis
- Bacchisa bimaculata
- Bacchisa borneotica
- Bacchisa cavernifera
- Bacchisa chinensis
- Bacchisa comata
- Bacchisa coronata
- Bacchisa curticornis
- Bacchisa cyaneoapicalis
- Bacchisa cyanicollis
- Bacchisa cyanipennis
- Bacchisa dapsilis
- Bacchisa dilecta
- Bacchisa dioica
- Bacchisa discoidalis
- Bacchisa fasciata
- Bacchisa flavescens
- Bacchisa flavicincta
- Bacchisa flavobasalis
- Bacchisa fortunei
- Bacchisa frontalis
- Bacchisa fruhstorferi
- Bacchisa gigantea
- Bacchisa guerryi
- Bacchisa hoffmanni
- Bacchisa holorufa
- Bacchisa humeralis
- Bacchisa klapperichi
- Bacchisa kraatzii
- Bacchisa kusamai
- Bacchisa kweichowensis
- Bacchisa laevicollis
- Bacchisa medioviolacea
- Bacchisa melanura
- Bacchisa mindanaonis
- Bacchisa nigricornis
- Bacchisa nigriventris
- Bacchisa nigroantennata
- Bacchisa nigroapicipennis
- Bacchisa nigrosternalis
- Bacchisa pallens
- Bacchisa pallidiventris
- Bacchisa papuana
- Bacchisa partenigricornis
- Bacchisa parvula
- Bacchisa penicillata
- Bacchisa perakensis
- Bacchisa pouangpethi
- Bacchisa pseudobasalis
- Bacchisa punctata
- Bacchisa puncticollis
- Bacchisa rigida
- Bacchisa seclusa
- Bacchisa siamensis
- Bacchisa subannulicornis
- Bacchisa subbasalis
- Bacchisa subpallidiventris
- Bacchisa sumatrana
- Bacchisa sumatrensis
- Bacchisa testacea
- Bacchisa tonkinensis
- Bacchisa transversefasciata
- Bacchisa unicolor
- Bacchisa unicoloripennis
- Bacchisa venusta
- Bacchisa vernula
- Bacchisa violacea
- Bacchisa violaceoapicalis